# Рудолф Абел
Рудолф Иванович Абел, право име Вилијам Аугуст Фишер (Њукасл, Енглеска, 11. јул 1903 — Москва, Русија, 15. новембар 1971) био је официр совјетске обавештајне службе, осуђен је у Америци 1957. године за заверу преноса војних тајни Совјетском Савезу. Одслужио је 4 године своје казне пре него што је замењен за америчког пилота Гарија Пауерса. У Русији је предавао о свом животном искуству пре него што је умро 1971. године у 68. години.

## Детињство и младост
Рођен као Вилијам Аугуст Фишер у Њукаслу, Енглеска, био је други син Хенрика И Љубов Фишер. Револуционари у царској ери, његов отац је био Немац из Русије, а мајка потомак Руса. Фишеров отац, активиста револуције предавао је на Технолошком институту у Санкт Петербургу.